# Cuyahoga Valley National Park
Cuyahoga Valley National Park is het enige nationale park in de Amerikaanse staat Ohio. Het park beschermt 130 km² van het stroomgebied van de Cuyahoga, tussen Akron en Cleveland. De naam van de rivier betekent in het Mohawk Crooked River (kronkelende rivier).
Populair bij bezoekers is het wandelen en fietsen op het 30 km lange jaagpad Towpath Trail, dat vroeger een deel was van het 496 km lange Ohio-Eriekanaal.

## Afbeeldingen

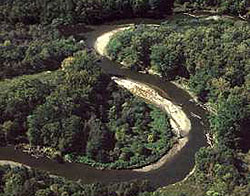
Cuyahoga River
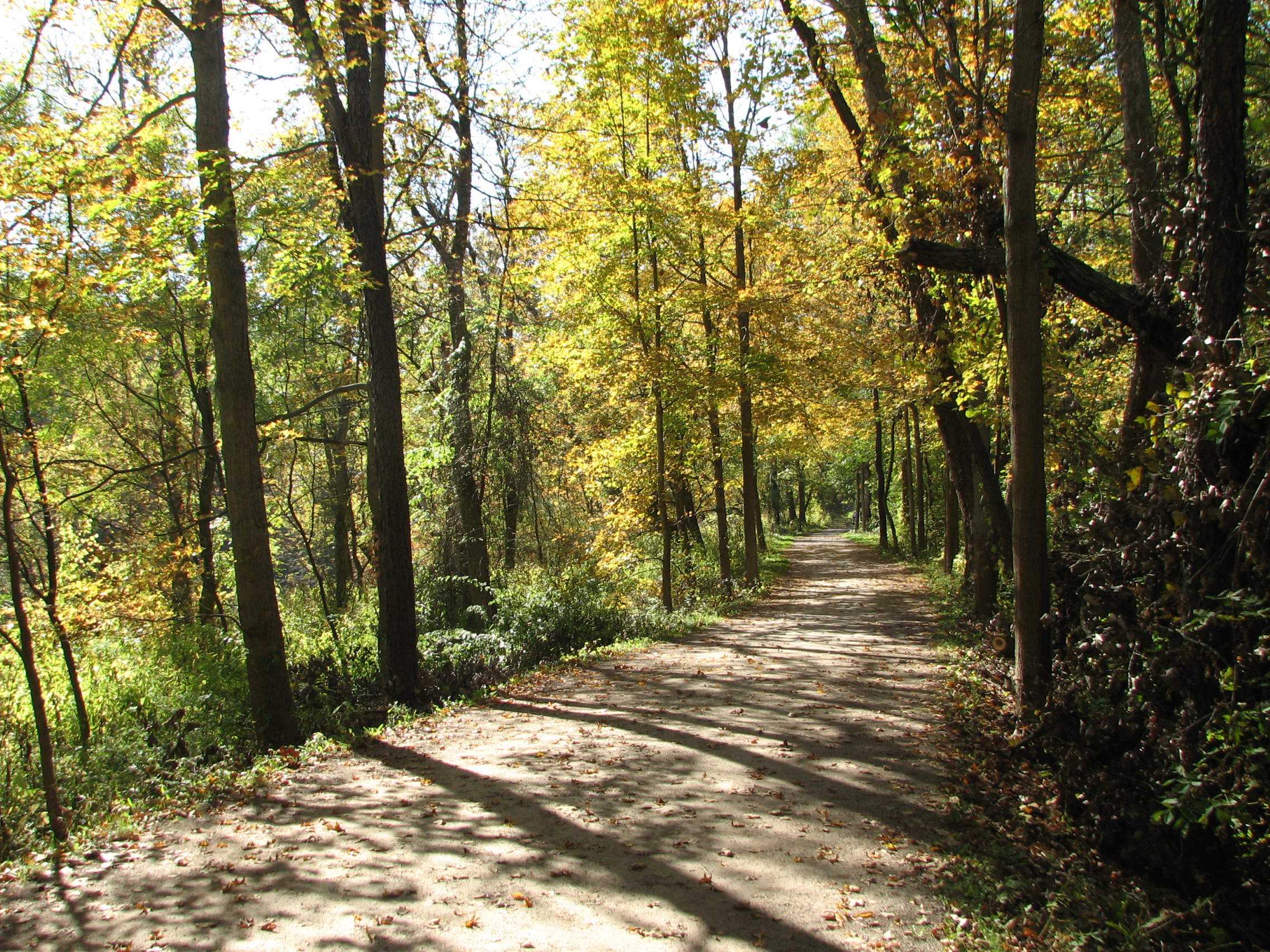
Towpath Trail
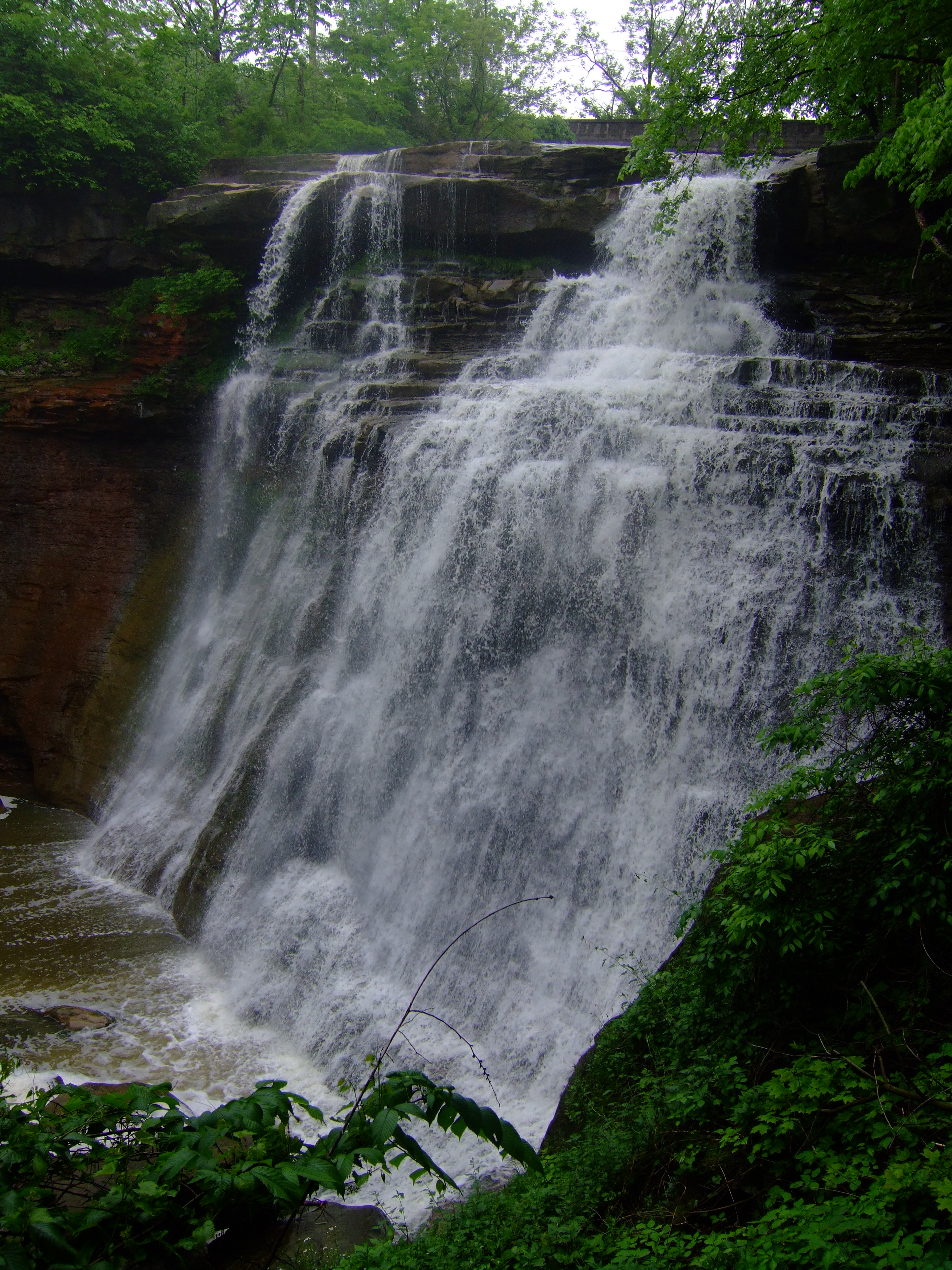
Brandywine Falls